# Dunham-Klassifikation
Als Dunham-Klassifikation wird in der Geologie eine Klassifikation der Kalksteine aufgrund ihrer Ablagerungsvorgänge bezeichnet. Sie wurde erstmals von Robert Dunham im Jahr 1962 veröffentlicht, nachträglich von Ashton F. Embry und  J.E. Klovan im Jahr 1971 modifiziert und 1992 von Wright überarbeitet.

## Dunham-Klassifikation
Nach  sortiert die Dunham-Klassifikation der Reihe nach entsprechend folgenden Kriterien:
- Besitzt der Kalk eine organische Grundstruktur? Falls ja, so handelt es sich um Boundstone, falls nein:
  - Von welcher Art ist die Matrix? Ist sie sparitisch und ist das Gefüge komponentengestützt, so handelt es sich um Grainstone. Ist das Gefüge nicht überwiegend sparitisch:
    - Ist das Gefüge komponentengestützt? Falls ja handelt es sich um Packstone. Ist das Gefüge matrixgestützt:
      - Wie groß ist der Anteil an Komponenten? Ist der Anteil größer als 10 %, so handelt es sich um Wackestone, ansonsten um Mudstone.

Tabellarisch lässt sich die Klassifikation somit wie folgt zusammenfassen:
| Feine karbonatische Matrix         | Feine karbonatische Matrix      | Feine karbonatische Matrix | Feine karbonatische Matrix | Sparitischer Zement | Organisch gebunden |
| Ohne Sparit                        | Ohne Sparit                     | Ohne Sparit                | Mit Sparitanteil           | Sparitischer Zement | Organisch gebunden |
| Matrix-gestützt                    | Matrix-gestützt                 | Komponentengestützt        | Komponentengestützt        | Komponentengestützt | Organisch gebunden |
| Weniger als 10 % Komponentenanteil | Mehr als 10 % Komponentenanteil | Komponentengestützt        | Komponentengestützt        | Komponentengestützt | Organisch gebunden |
| Mudstone                           | Wackestone                      | Packstone                  | Packstone                  | Grainstone          | Boundstone         |

## Modifikation nach Embry und Klovan
Die Modifikation nach Embry und Klovan verändert die ursprüngliche Klassifikation an zwei Stellen:
1. Die Kalke mit organischer Grundstruktur werden nochmals nach der Art der Grundstruktur und ihrer Wirkung unterteilt. Man unterscheidet in[2]
  - Bafflestone, in dem die Organismen als Sedimentfänger wirken.
  - Bindstone, in dem die Organismen als Sedimentbinder wirken. Beispiel hierfür wären Algenmatten oder Inkrustation.
  - Framestone, in dem die Organismen Gerüstbildner sind. Beispiel hierfür wären Riffkorallen.
2. Kalke ohne organische Grundstruktur werden noch nach der Größe der Komponenten unterschieden. Hier wird unterteilt in
  - Gesteine mit mehr als 10 % Komponenten mit Durchmesser größer als 2 mm (Rudit und größer). Diese Gesteine werden weiter in Floatstone (matrixgestützt, mikritische Matrix) und Rudstone unterschieden (komponentengestützt, sparitische Matrix) unterschieden.
  - Weniger als 10 % Komponenten mit Durchmesser größer als 2 mm. Hier gilt die Benennung der originalen Dunham-Klassifikation.

Nach  lässt sich die modifizierte Dunham-Klassifikation nach Embry und Klovan wie folgt darstellen:
| (allochthone Kalke) Originalkomponenten während der Ablagerung nicht organogen gebunden | (allochthone Kalke) Originalkomponenten während der Ablagerung nicht organogen gebunden | (allochthone Kalke) Originalkomponenten während der Ablagerung nicht organogen gebunden | (allochthone Kalke) Originalkomponenten während der Ablagerung nicht organogen gebunden | (allochthone Kalke) Originalkomponenten während der Ablagerung nicht organogen gebunden | (allochthone Kalke) Originalkomponenten während der Ablagerung nicht organogen gebunden | (autochthone Kalke) Originalkomponenten während der Ablagerung organogen gebunden | (autochthone Kalke) Originalkomponenten während der Ablagerung organogen gebunden | (autochthone Kalke) Originalkomponenten während der Ablagerung organogen gebunden |
| Weniger als 10 % Komponenten größer als 2 mm                                            | Weniger als 10 % Komponenten größer als 2 mm                                            | Weniger als 10 % Komponenten größer als 2 mm                                            | Weniger als 10 % Komponenten größer als 2 mm                                            | Mehr als 10 % Komponenten größer als 2 mm                                               | Mehr als 10 % Komponenten größer als 2 mm                                               | Boundstone (Biolithit)                                                            | Boundstone (Biolithit)                                                            | Boundstone (Biolithit)                                                            |
| Mit Mikrit (kleiner als 0,03 mm)                                                        | Mit Mikrit (kleiner als 0,03 mm)                                                        | Mit Mikrit (kleiner als 0,03 mm)                                                        | Ohne Mikrit                                                                             | Matrixgestützt                                                                          | Komponentengestützt                                                                     | Organismen als Sedimentfänger                                                     | Organismen als Sedimentbinder                                                     | Organismen als Gerüstbilder                                                       |
| Schlamm-Gefüge                                                                          | Schlamm-Gefüge                                                                          | Komponentengestützt                                                                     | Komponentengestützt                                                                     | Matrixgestützt                                                                          | Komponentengestützt                                                                     | Organismen als Sedimentfänger                                                     | Organismen als Sedimentbinder                                                     | Organismen als Gerüstbilder                                                       |
| Weniger als 10 % Komponenten                                                            | Mehr als 10 % Komponenten                                                               | Komponentengestützt                                                                     | Komponentengestützt                                                                     | Matrixgestützt                                                                          | Komponentengestützt                                                                     | Organismen als Sedimentfänger                                                     | Organismen als Sedimentbinder                                                     | Organismen als Gerüstbilder                                                       |
| Mudstone                                                                                | Wackestone                                                                              | Packstone                                                                               | Grainstone                                                                              | Floatstone                                                                              | Rudstone                                                                                | Bafflestone                                                                       | Bindstone                                                                         | Framestone                                                                        |

## Überarbeitung nach Wright
Die Überarbeitung nach Wright ergänzt die Modifikation nach Embry und Klovan um eine Einteilung nach Diagenesegrad. Zentral ist hier das Vorhandensein von Stylolith. Des Weiteren wird der Mudstone aus den oberen Klassifikationen als Calcimudstone bezeichnet. Ebenso wird der Bindstone als Boundstone bezeichnet. Dies dient der genaueren Unterscheidung der Begriffe der Dunham-Klassifikation von den allgemeiner verwendeten Gesteinsnamen. Nach  lässt sich die überarbeitete Fassung wie folgt tabellarisch zusammenfassen:
| Zusammensetzung                                   | Zusammensetzung                                   | Zusammensetzung             | Zusammensetzung             | Biologisch                      | Biologisch                                            | Biologisch                   | Diagenetisch                | Diagenetisch                            | Diagenetisch                                  | Diagenetisch                       |
| Gemischtgestützt (durch Silt- und Tonkomponenten) | Gemischtgestützt (durch Silt- und Tonkomponenten) | Komponentengestützt         | Komponentengestützt         | In situ Organismen              | In situ Organismen                                    | In situ Organismen           | nicht obliterativ           | nicht obliterativ                       | nicht obliterativ                             | obliterativ                        |
| Weniger als 10 % Komponenten                      | Mehr als 10 % Komponenten                         | Mit Matrix                  | Ohne Matrix                 | Starre Organismen vorherrschend | Inkrustierende oder bindende Organismen vorherrschend | Organismen dienen als baffle | Hauptkomponenten zementiert | Viele Kornkontakte sind microstylolithe | Die meisten Kornkontakte sind microstylolithe | Kristalle größer als 10 Mikrometer |
| Calcimudstone                                     | Wackestone                                        | Packstone                   | Grainstone                  | Framestone                      | Boundstone                                            | Bafflestone                  | Cementstone                 | Condensed Grainstone                    | Fitted Grainstone                             | Sparstone                          |
|                                                   | Komponenten größer als 2 mm                       | Komponenten größer als 2 mm | Komponenten größer als 2 mm |                                 |                                                       |                              |                             |                                         |                                               | Kristalle kleiner 10 Mikrometer    |
| Floatstone                                        | Rudstone                                          | Rudstone                    | Microsparstone              |                                 |                                                       |                              |                             |                                         |                                               |                                    |

## Beispiele

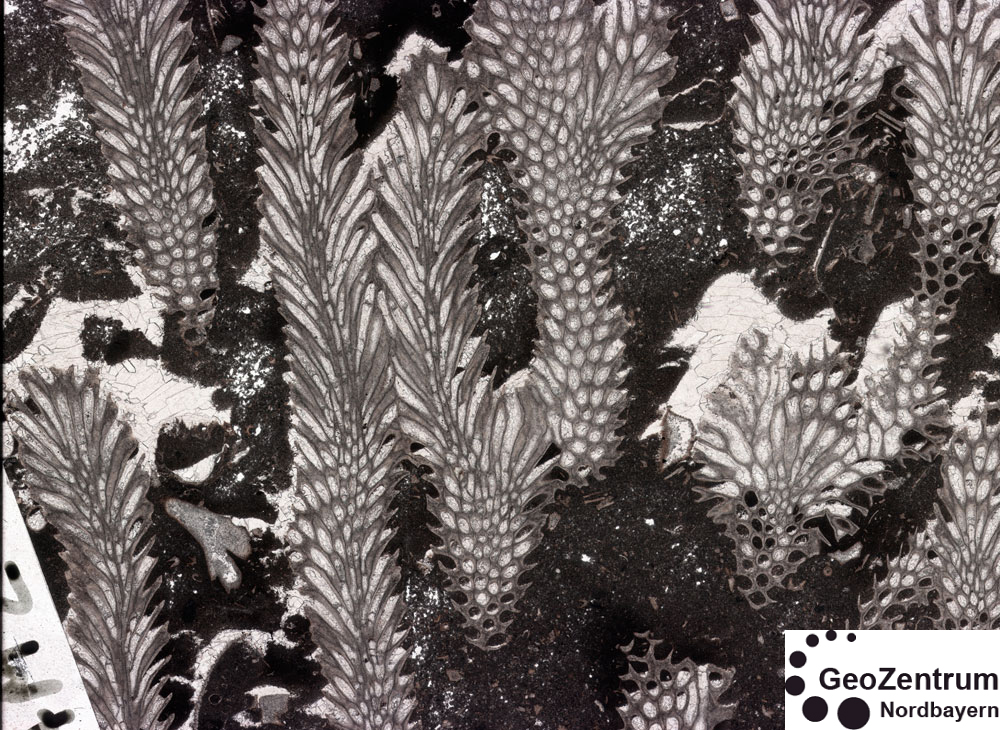
Ein Bafflestone nach der modifizierten Dunham-Klassifikation. Breite des Dünnschliffs ist 34 mm. Die organische Grundstruktur ist klar erkennbar.
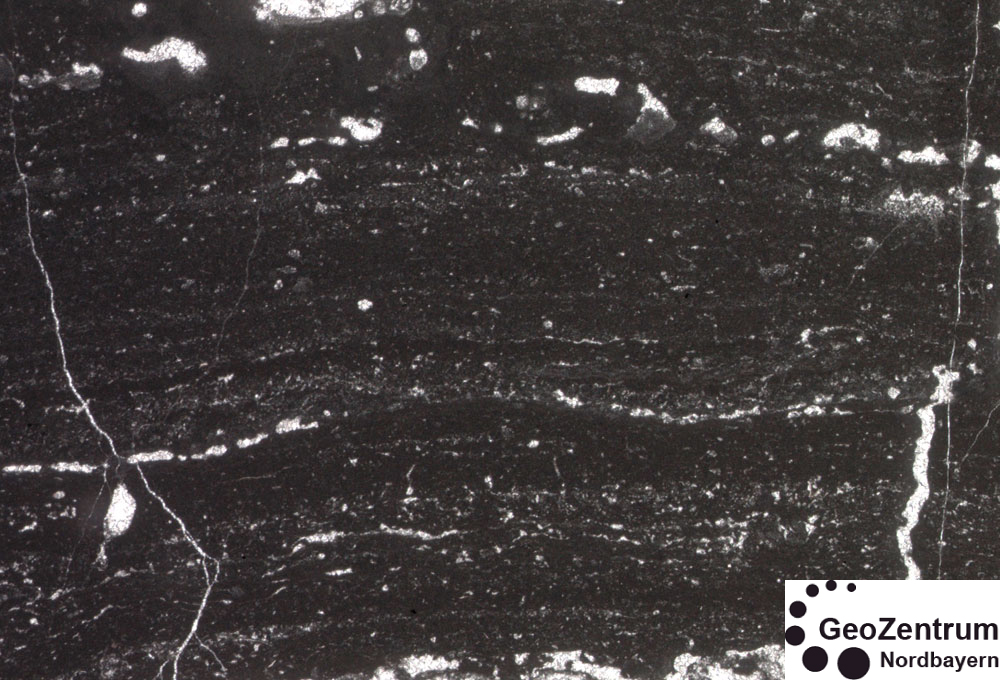
Ein Bindstone nach der modifizierten Dunham-Klassifikation. Gut sichtbar sind die inkrustierenden Schichten. Bildbreite 9 mm.
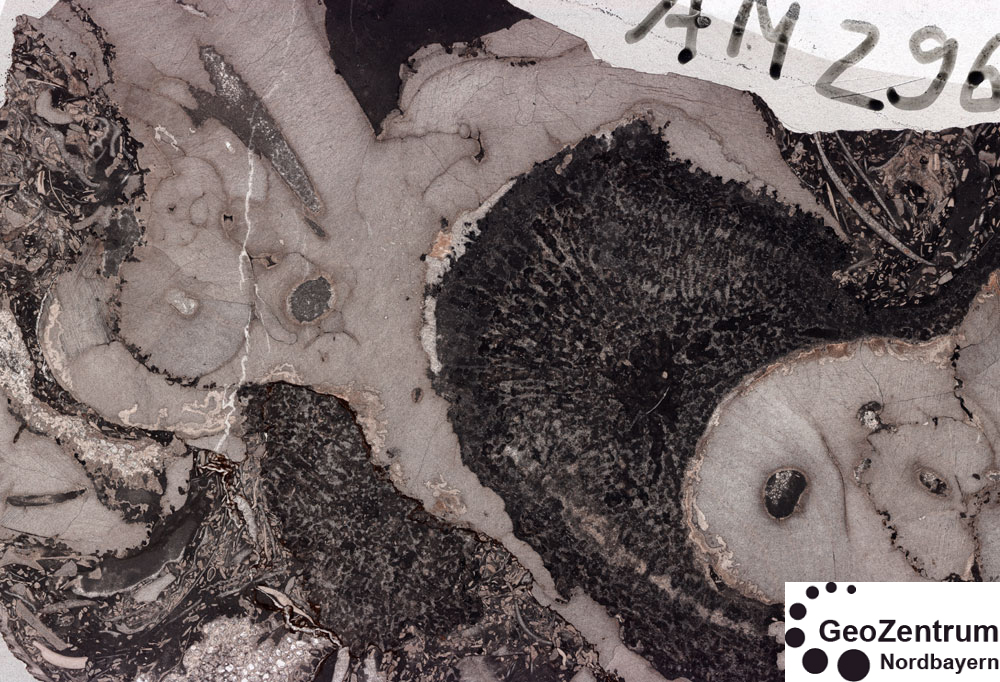
Ein Framestone nach der modifizierten Dunham-Klassifikation. Gerüstbildner sind Schwämme und Crinoiden. Bildbreite 36 mm.
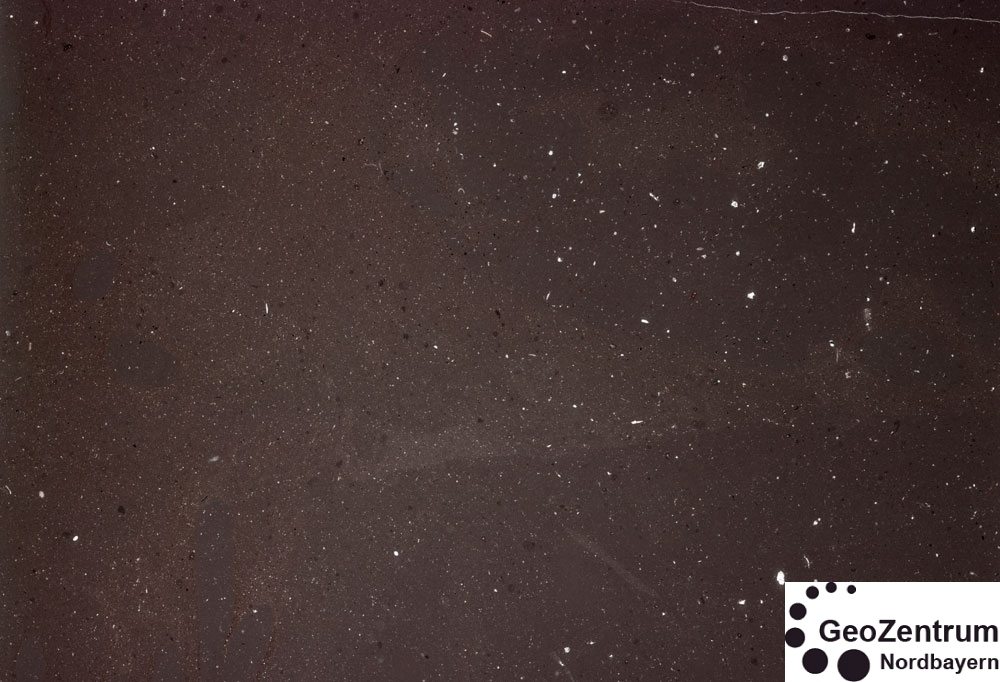
Ein Mudstone. Wenige und kleine Komponenten, die in einer feinen Matrix eingebettet sind. Bildbreite 32 mm.
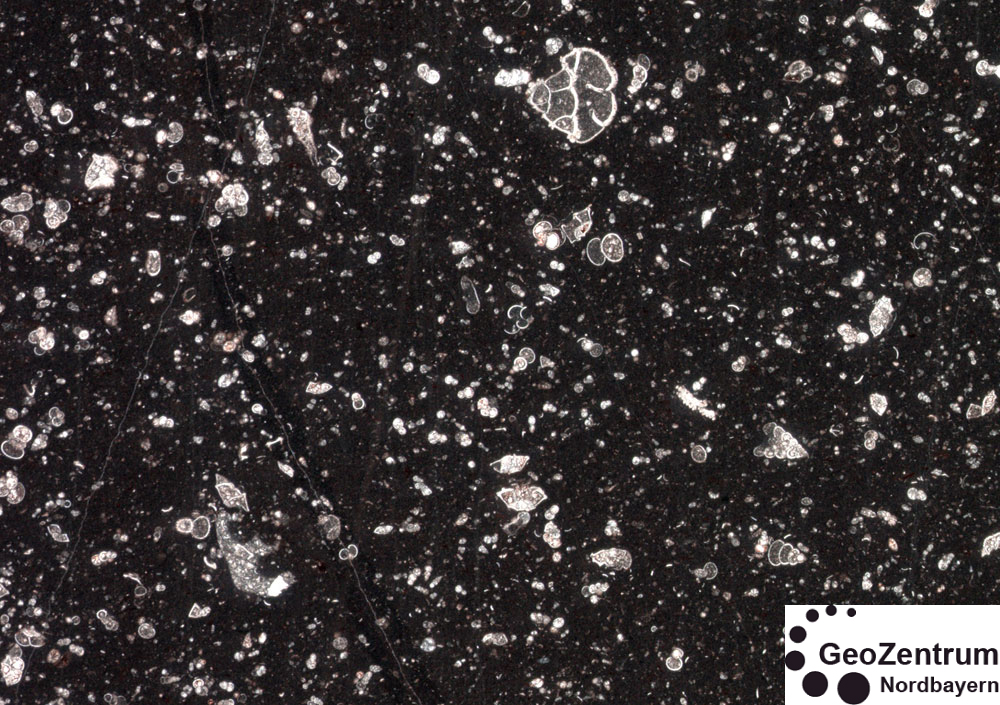
Ein Wackestone. Erkennbar mehr Komponenten als der Mudstone, jedoch überwiegend kleine Komponenten, die in der feinen Matrix eingebettet sind. Bildbreite 10 mm.
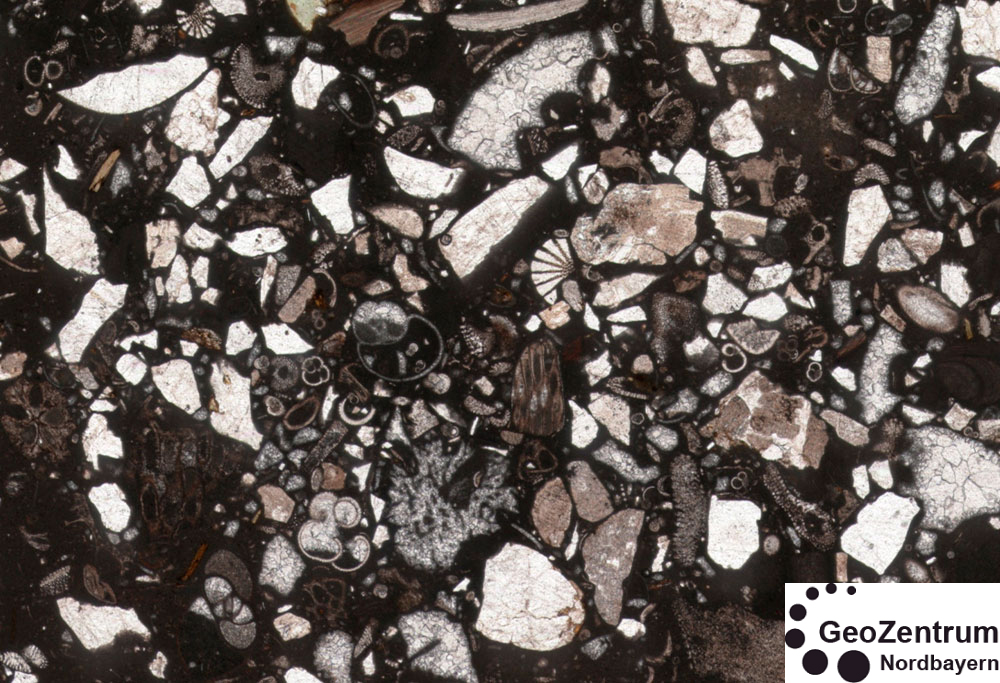
Ein Packstone, zu erkennen am komponentengestützten Gefüge. Bildbreite 7 mm.
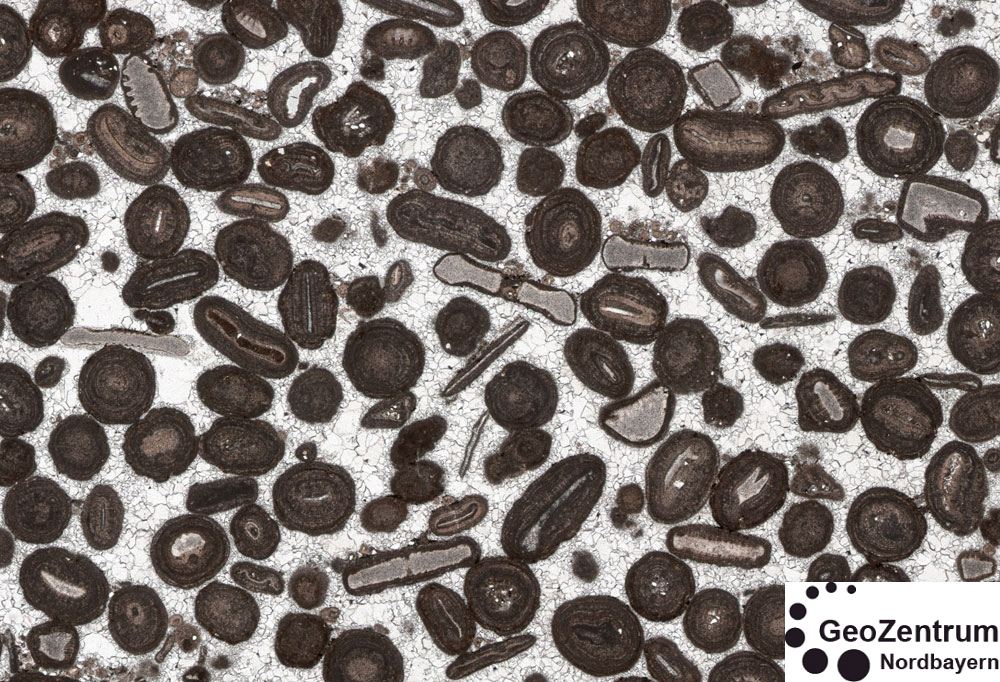
Ein Grainstone, zu erkennen am komponentengestützten Gefüge und dem sparitischen Zement. Bildbreite 18 mm.
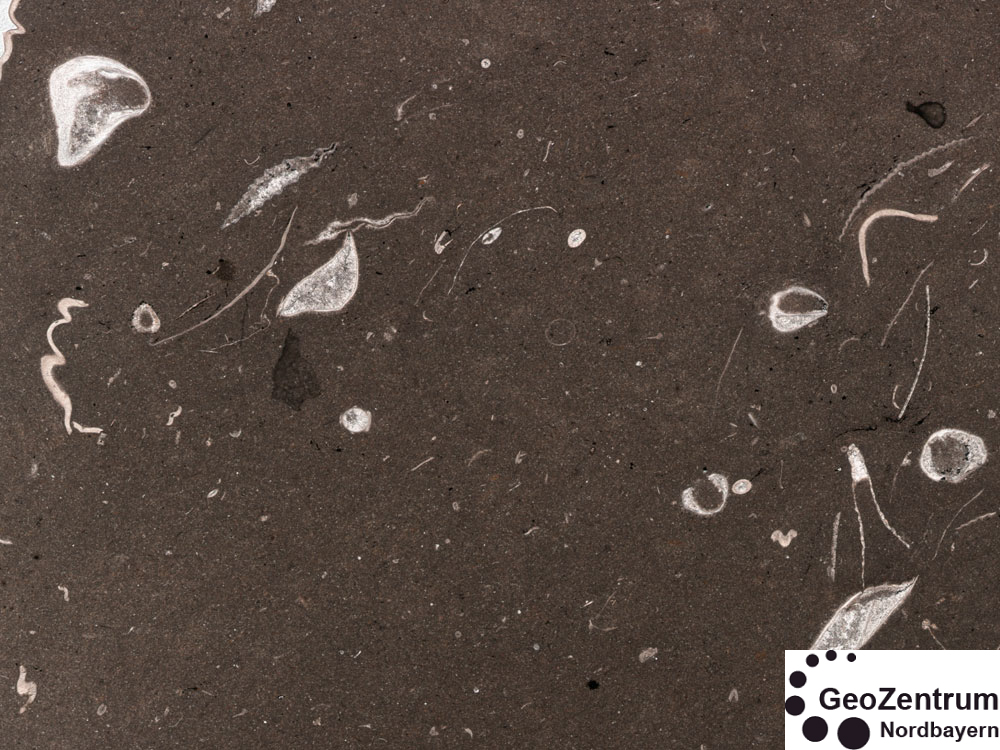
Ein Floatstone: Vergleichsweise große Komponenten schwimmen in einer feinen mikritischen Matrix. Bildbreite 20 mm.
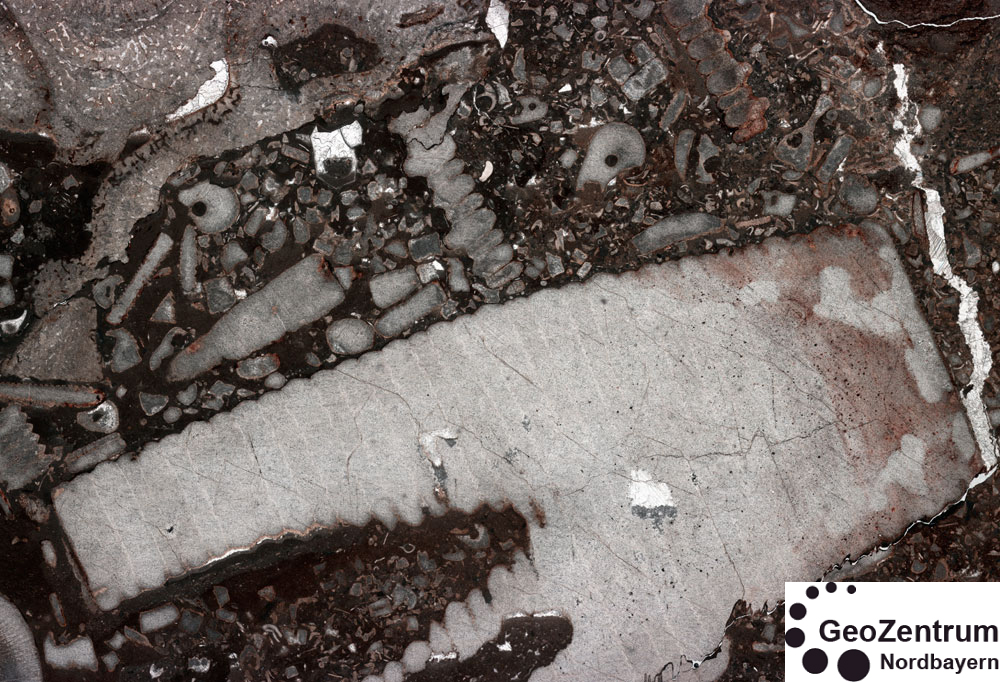
Ein Rudstone mit Mikrit: Hoher Anteil an großen Komponenten und komponentengestütztes Gefüge. Bildbreite 36 mm.
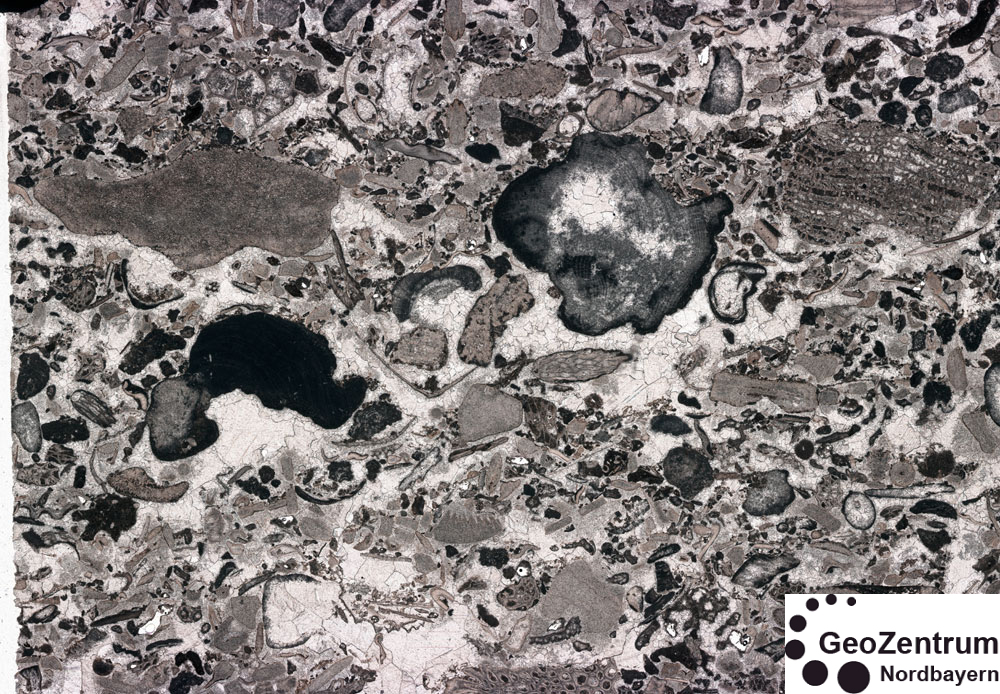
Rudstone mit Sparit: Hoher Anteil an großen Komponenten und komponentengestütztes Gefüge. Bildbreite 36 mm.